# Festas do fogo do solstício de verão nos Pirenéus
Na região dos Pirenéus, festividades com fogo ocorrem todos os anos durante a noite do solstício de verão. Quando a noite cai, os habitantes descem com tochas acesas dos cumes das montanhas para as cidades, incendiando uma série de fogueiras preparadas da maneira tradicional. Para os jovens, a descida da montanha é um evento de especial importância, pois simboliza sua passagem da adolescência para a idade adulta. Considera-se que as festas permitem regenerar e fortalecer os laços sociais de pertença, a identidade e a continuidade das comunidades, daí a sua celebração coletiva ser acompanhada por canções e danças folclóricas e refeições.

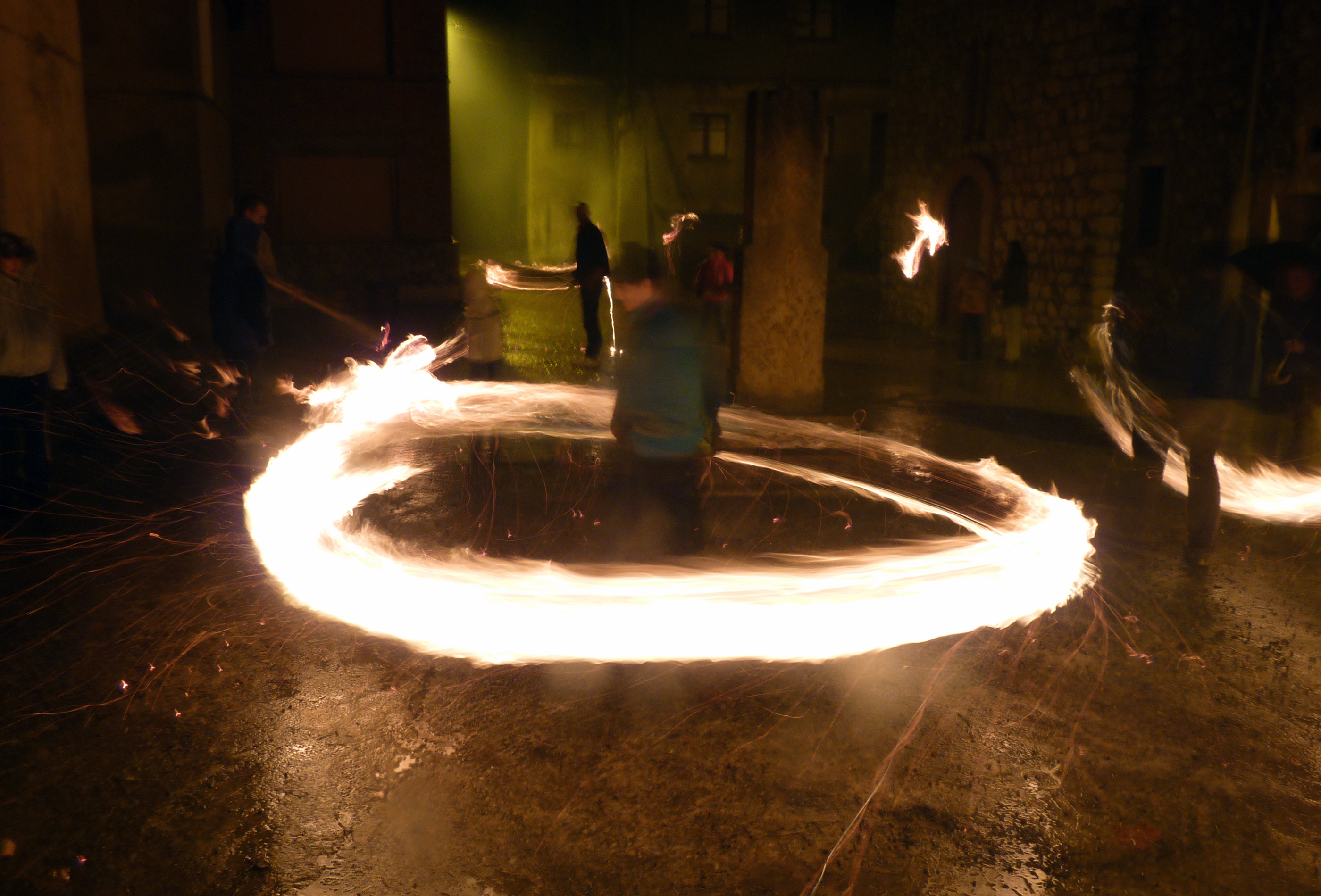
Festa em Sant Julià de Cerdanyola no Berguedà da Catalunha. Contrariamente às restantes, estas realizam-se no solstício de inverno.

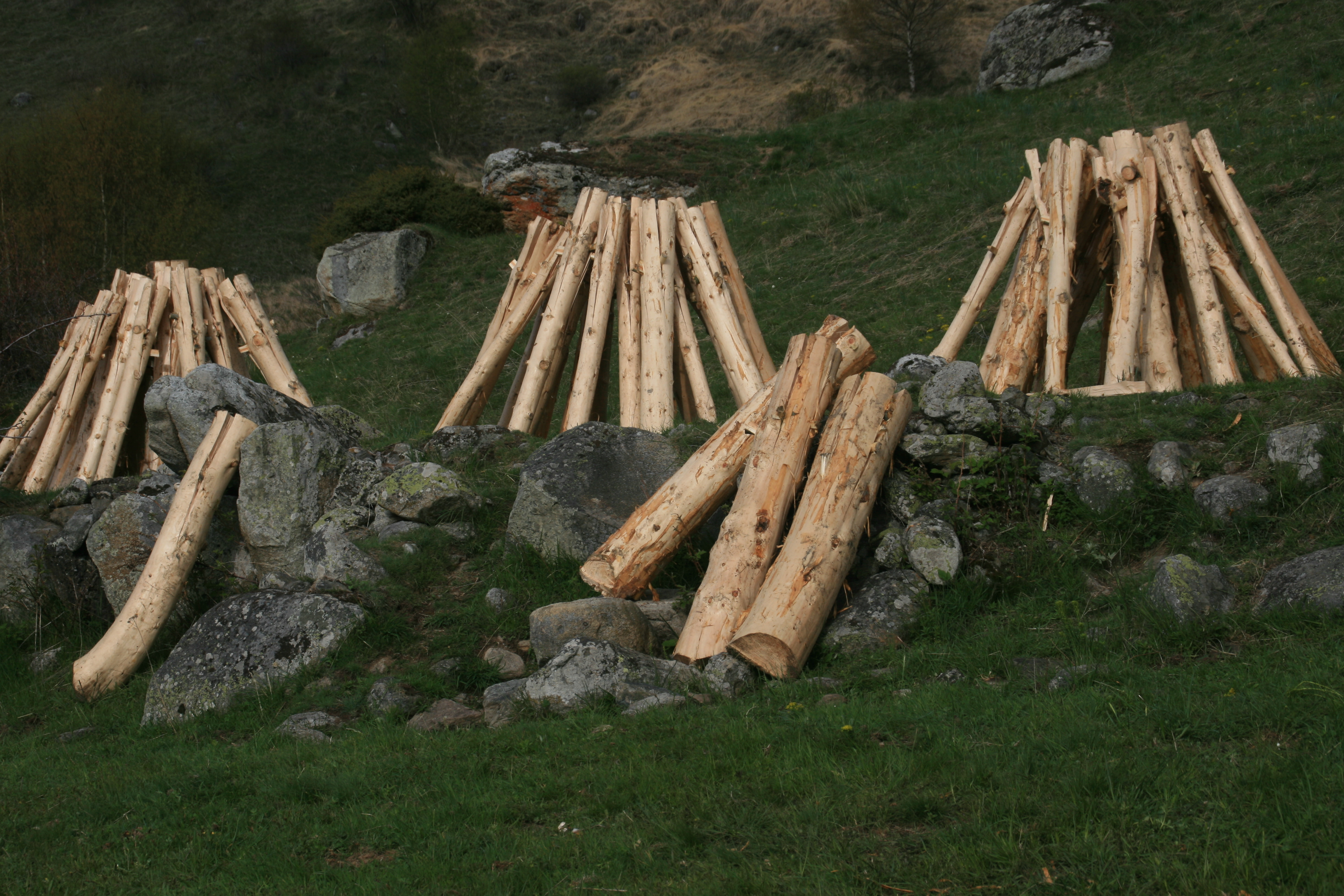
Falles antes da queima em Isil.

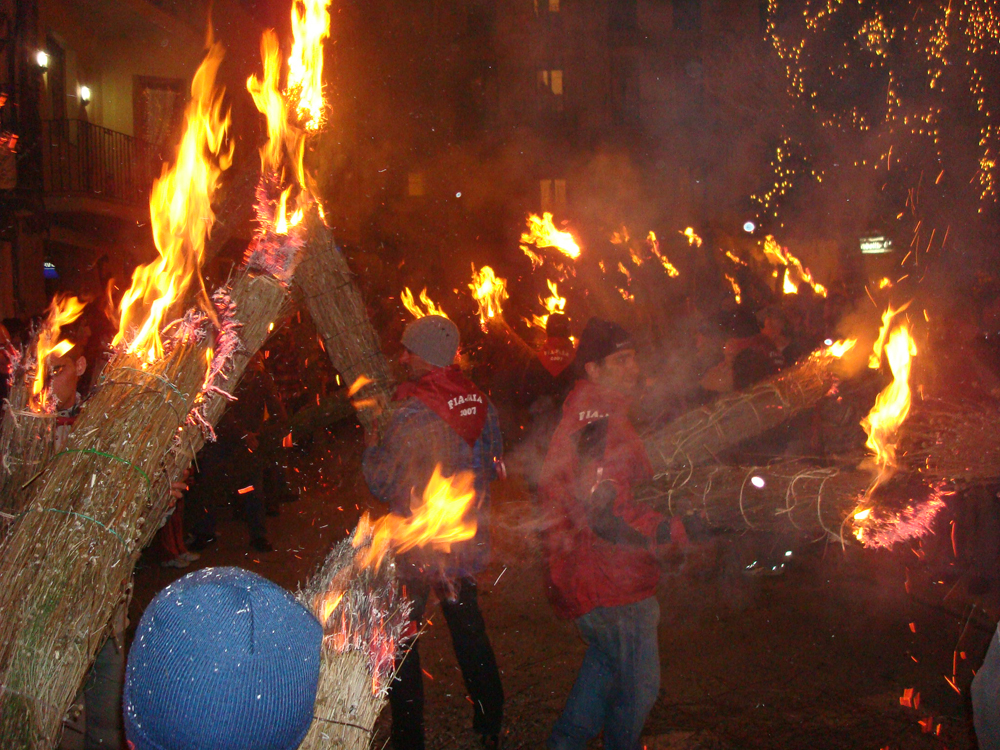
Festa em Sant Julià de Cerdanyola.

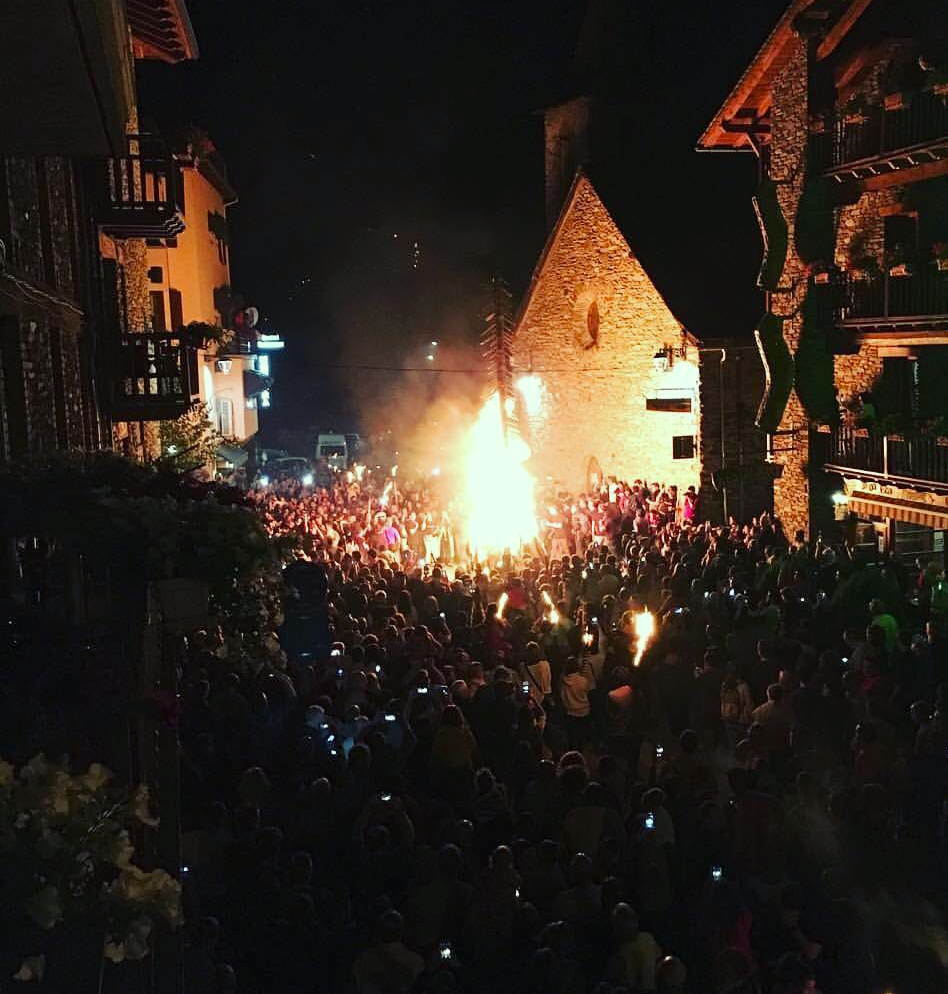
As Falles em Alins

Às vezes, atribuem-se funções específicas a certas pessoas: em alguns municípios, o autarca local é quem acende o primeiro fogo e, em outros, é um padre que o ilumina ou abençoa. Em algumas regiões, é o último vizinho recém-casado da cidade que acende o fogo e lidera a marcha de descida da montanha. Em outro lugar, garotas solteiras aguardam a chegada de portadores de tochas às aldeias para os receberem com vinho e doces. No dia seguinte, os vizinhos recolhem as brasas e as cinzas das fogueiras e levam-nas para sa suas casas e jardins para as proteger. Essas expressões culturais estão profundamente enraizadas nas comunidades e perpetuam-se graças a uma rede de associações e instituições locais. O lugar mais importante de transmissão desse elemento do património cultural imaterial é a casa da família, cujos membros a mantêm viva na memória.
Desde 2015 que as festas do fogo do solstício de verão nos Pirenéus, apresentadas conjuntamente por Espanha, Andorra e França, estão classificadas pela UNESCO na lista representativa do Património Cultural Imaterial da Humanidade
As festas realizam-se em Aragão e Catalunha (26 localidades em Espanha), Andorra (3 localidades) e Occitânia (34 localidades em França), num total de 63 localidades: